# Australian Open 2021 - Singolare maschile in carrozzina
Shingo Kunieda era il detentore del titolo, ma è stato sconfitto in semifinale da Alfie Hewett.
In finale Joachim Gérard ha sconfitto Hewett con il punteggio di 6–0, 4–6, 6–4.

## Teste di serie
1. Shingo Kunieda (semifinale)

1. Gustavo Fernández (quarti di finale)

## Tabellone

### Legenda
| - Q = Qualificato - WC = Wild card - LL = Lucky loser | - ALT = Alternate - SE = Special Exempt - PR = Protected Ranking | - w/o = Walkover - r = Ritirato - d = Squalificato |

|  | Quarti di finale | Quarti di finale  | Quarti di finale | Quarti di finale | Quarti di finale |  |  | Semifinali | Semifinali     | Semifinali     | Semifinali     | Semifinali |   |   | Finale | Finale       | Finale | Finale | Finale |  |
|  |                  |                   |                  |                  |                  |  |  |            |                |                |                |            |   |   |        |              |        |        |        |  |
|  | 1                | Shingo Kunieda    | Shingo Kunieda   | 6                | 6                |  |  |            |                |                |                |            |   |   |        |              |        |        |        |  |
|  | WC               | Ben Weekes        | Ben Weekes       | 0                | 1                |  |  | 1          | Shingo Kunieda | Shingo Kunieda | 3              | 4          |   |   |        |              |        |        |        |  |
|  |                  | Alfie Hewett      | Alfie Hewett     | 7                | 6                |  |  |            | Alfie Hewett   | Alfie Hewett   | 6              | 6          |   |   |        |              |        |        |        |  |
|  |                  | Nicolas Peifer    | Nicolas Peifer   | 5                | 3                |  |  |            |                |                |                |            |   |   |        | Alfie Hewett | 0      | 6      | 4      |  |
|  |                  | Stéphane Houdet   | Stéphane Houdet  | 3                | 6(8)             |  |  |            |                |                | Joachim Gérard | 6          | 4 | 6 |        |              |        |        |        |  |
|  |                  | Joachim Gérard    | Joachim Gérard   | 6                | 7                |  |  |            | Joachim Gérard | 4              | 7              | 6          |   |   |        |              |        |        |        |  |
|  |                  | Gordon Reid       | 5                | 6                | 6                |  |  |            | Gordon Reid    | 6              | 5              | 3          |   |   |        |              |        |        |        |  |
|  | 2                | Gustavo Fernández | 7                | 4                | 4                |  |  |            |                |                |                |            |   |   |        |              |        |        |        |  |